# أبو الفرج الأرمنازي
أبو الفرج غيث بن علي بن عبد السلام التنوخي الأرمَنازي يعرف أيضًا بـابن الأرمنازي الكاتب (25 ديسمبر 1051 - 17 يوليو 1115) (19 شعبان 443 - 23 صفر 509) عالم مسلم ومؤرخ وشاعر شامي من أهل القرن الحادي عشر الميلادي/ الخامس الهجري. ولد في صور وينسب إلى أرمناز. تنقل بين مدن كثيرة فقرأ على شيوخ عصره كثيرًا،‌ وتجاوز عددهم المئة. عمل خطيبًا بالجامع الكبير في مسقط رأسه، وقام بتأليف تاريخها، ثم سكن دمشق وصحب مؤرخها ابن عساكر، وهو الذي استفاد من مخطوطاته في كتابه تاريخه لدمشق. توفي عن 66 عامًا ودفن بمقبرة باب الصغير. ابنته هي تقية الصورية.

## سيرته
هو غيث بن علي بن عبد السلام بن محمد بن جعفر، أبو الفرج التنوخي السلمي الأزمنازي الصوري، فهو تنوخي الأصل ينسب إلى بلدة أرمناز. ولد يوم 19 شعبان 443/ 25 ديسمبر 1051 بمدينة صور بالدولة السلجوقية. كان والدًا شاعرًا وعالمًا. 

### في علم الحديث
خرج من بلده طلبًا للعلم أكثر من مرة، ودخل دمشق هو صغير، فأخذ على جماعة من شيوخها. ثم عاد إلى صور، وسمع بها من الخطيب البغدادي الذي أقام في صور من 457 هـ/ إلى 462 هـ، نشأ بينها صداقة، وتبادلا السماع من بعضهما، وسمع منه غيث الروايات الكثيرة.
وتنقل كثيرًا بين بلاد الشام ومصر، فكان في بانياس 467 هـ، وتنيس 469 هـ، والإسكندرية 472 هـ، والقاهرة 474 هـ، وهذه السنة عاد إلى مسقط رأسه، ثم كان في دمشق 478 هـ، ثم عسقلان 488 هـ. وزار بيروت وعكا أيضًا للسماع الحديث، وقد حدد أماكن سماعه، مثل : باب دار الأمير سيف الدولة بصور، ومسجد باب الخولان ببانياس، ومسجد القدم بظاهر دمشق. فتجاوز عدد الشيوخ الذين أخذ عنهم المئة بكثير. 

#### شيوخه
سمع من غير الصورين: علي بن طاهر بن جعفر السلمي، وفي دمشق: عبيد الله بن أبي الحديد وأخاه أحمد بن أبي الحديد، وأبا نصر بن طلاب الصيداوي، وأبا عبد الله بن أبي الرضا، وأبا إسحاق إبراهيم بن عقيل بن المكبري، ونجا بن أحمد العطار، وبمصر: رمضان بن علي. 

ومن الصوريين ونازلين بها: إبراهيم بن سليم الرازي، وإبراهيم بن محمد الحيفي، وأحمد بن الحسين بن الشماع الطرابلسي، وأحمد بن علي بن ثابت البغدادي، وأحمد بن محمد القايني، وإسماعيل بن نصر الطوسي، وبندار بن عبد الله الهمذاني، وبندار بن محمد الفارسي، وثابت بن أحمد البغدادي، وثابت بن جعفر النهاوندي، والحسن بن عطية الله الصوري، والحسن بن محمد الأنباري، والحسين بن أحمد الصوري، وحمزة بن محمد الصوفي، وحمزة بن محمد بن الحسن الأسدأباذي، وزيد بن إبراهيم التوني، وزيد بن أحمد الصوري، وسعيد بن محمد الإدريسي، وسهل بن بشر الإسفراييني، وصمدون بن الحسين الصوري، وعبد الرحمن بن محمد الأبهري، وعبد السلام بن محمد بن عبد العزيز، وعبد الله بن إبراهيم الوفاء، وعبد الله بن طاهر بن محمد بن كاكوا، وعبد الله بن هبة الله بن السمسار الصوري، وعبد المحسن بن محمد البغدادي، وعلي بن الحسن العاقولي، وعلي بن الحسن الشيرازي، وعلي بن الحسين الربعي، وعلي بن عبد السلام الأرمنازي، وعمر بن الحسين الدوني، وعمر بن عبد الباقي الموصلي، وعمر بن علي الزنجاني، وفاطمة بنت عبد العزيز القزوينية، والقاسم بن المبارك التنسيسي، وكامل بن محمد الصوري، ومحمد بن الحسن الأسدأباذي، ومحمد بن عبد الرحمن الصيداوي، ومحمد بن عبد الله السنجاري، ومحمد بن عتيق الصقلي، ومحمد بن علي بن حباب الصوري، ومحمد بن علي أبا طاهر الصوري، ومحمد بن عمر الدينوري، ومحمد بن القاسم السعدي، ومحمد بن محمد الطالقاني، ومروان بن عثمان السقلي المغربي، والمنجى بن سليم الصوري، والمؤمل بن الحسن الطائي، ونصر بن إبراهيم المقدسي، ونصر بن الحسن الشاشي. 

#### رواته
روي عن غيث: ابن عساكر، وأخوه هبه الله، وأبو إسحاق إبراهيم بن طاهر بن بركات، وأبو إسحاق الخشوعي، وأبو محمد بن الأكفاني، والخطيب البغدادي، وأحمد بن الحسين بن أحمد الصوري الكاملي، ومحمد بن طاهر القيسراني.

### في الأدب والكتابة
تولى غيث الخطابة في المسجد الجامع بصور، متأثرًا بشيخه الخطيب البغدادي. وذكر له ابن عساكر أبياتًا من شعر، منها:
ومن آثاره التي بقي كتابته نسخة من كتاب «تقييد العلم» للخطيب البغدادي، وكتبها غيث سنة 461 هـ/ 1068 م. انتقل هذه النسخة إلى هبة الله بن عبد الله الشافعي ثم إلى أحمد بن أوس الحلي، ثم إلى إبراهيم بن عمر الشيباني، ثم إلى يوسف بن عبد الهادي فوقفها في المدرسة العمرية، ومنها انتقلت إلى دار الكتب الظاهرية بدمشق.

وعرف عنه ميله للتاريخ والسير والتراجم، وتدوين الأدب والفوائد، فاهتم بوضع تاريخ لمدينة صور، فكان يلتقي بالعلماء والأدباء والشيخ من الصوريين، وكل من يدخل إليها، فيسألهم عن أنسابهم وسيرتهم ورحلاتهم، ومؤلفاتهم ويتحرى تواريخ المواليد والوفيات، ويسمع الأحاديث النبوية والأشعار، حتى أحصى عددًا كبيرًا من الأعلام والرواة الذين كانوا بصور، أو نزلوها في عصره، وجمع عنهم وعن مدينة صور تاريخًا مهمًا بقي مسودة ولم يتمه. 

وعندما بدأت صور تتعرض للحصار الصليبي خلال الحملة الصليبية الأولى، خرج منها وأثناء خروجه ودعه أبو الفضل أحمد بن الحسين بن أحمد الصوري المعروف بابن بنت الكاملي. واستوطن دمشق، مصطحبًا زوجه، ومسوّده كتابه «تاريخ صور». وحاول في دمشق أن يجمع تاريخًا جديدًا لدمشق أيضًا، وبدأ به لكن توفي. وأثناء إقامته بدمشق التقى به مؤروخها ابن عساكر، فقرأ عليه مؤلفاته بعد وفاته شرع ابن عساكر بتأليف كتابه تاريخ مدينة دمشق. ونقل فيه أغلب هذين الكتابين، وأفرغهما فيه، فكان يروي عن غيث ويذكر نقله عنه، فحفظ قسمًا كبيرًا من مسودة «تاريخ صور» وقليلًا من مسودة «تاريخ دمشق.»

ذكره الذهبي في سير أعلام النبلاء، وقال «غَيْثُ بنُ عَلِيِّ بنِ عَبْدِ السَّلاَمِ أَبُو الفَرَجِ الأَرْمَنَازِيُّ المُحَدِّثُ، المُفِيْدُ، أَبُو الفَرَجِ الأَرْمَنَازِي، ثُمَّ الصُّوْرِيّ، خطيبُ صُوْر وَمُحَدِّثُهَا...وَكَتَبَ الكَثِيْر، وَسَوَّد (تَارِيخاً) لصُوْر، وَكَانَ ثِقَةً، حسنَ الخطّ.» 
نشرت له المكتبة العصرية للطباعة والنشر في القاهرة «المجموع من المنتخب المنثور» في 2002.

## وفاته
توفي أبو الفرج الأرمنازي يوم الأحد 23 صفر 509/ 17 يوليو 1115 ودفن يوم الإثنين بمقبرة باب الصغير وله ست وستون سنة. 

## حياته الشخصية
ابنته هي تقية الصورية، وله اخت تزوجت من القاضي الحسن بن علي بن صمدون الصوري. 